# Distretto elettorale di Epukiro
Il distretto elettorale di Epukiro è un distretto elettorale della Namibia situato nella Regione di Omaheke con 6.106 abitanti al censimento del 2011. Il capoluogo è la città di Epukiro.
Altre località del distretto sono Otjinoko, Otjijarua, Omauezonjanda e Otjimanangombe.